# Tommaso D'Orsogna
Tommaso D'Orsogna, né le 29 décembre 1990 à Perth, est un nageur australien en activité.

## Carrière
Tomasso D'Orsogna est spécialiste du 100 m nage libre, du 200 m nage libre et du 100 m papillon.
Il est médaillé de bronze au relais 4 × 100 m quatre nages aux Jeux olympiques d'été de 2012 en participant aux séries. Il obtient son plus grand succès individuel quelques mois plus tard lors des championnats du monde en petit bassin 2012 sur le 100 mètres nage libre.

## Palmarès

### Jeux olympiques
- Jeux olympiques de 2012 à Londres ( Royaume-Uni) :
  -  Médaille de bronze du relais 4 × 100 m quatre nages[2].

### Championnats du monde

#### Grand bassin
- Championnats du monde 2009 à Rome ( Italie) :
  -  Médaille de bronze du relais 4 × 200 m nage libre.
- Championnats du monde 2013 à Barcelone ( Espagne) :
  -  Médaille d'argent du relais 4 × 100 m quatre nages.

#### Petit bassin
- Championnats du monde 2012 à Istanbul ( Turquie) :
  -  Médaille d'argent du 100 m nage libre.
  -  Médaille d'argent du relais 4 × 200 m nage libre.
  -  Médaille de bronze du relais 4 × 100 m nage libre.
  -  Médaille de bronze du relais 4 × 100 m quatre nages.
- Championnats du monde 2014 à Doha ( Qatar) :
  -  Médaille de bronze du 100 m papillon.
- Championnats du monde 2016 à Windsor ( Canada) :
  -  Médaille d'argent du relais 4 × 100 m quatre nages.
  -  Médaille de bronze du 100 m nage libre.
  -  Médaille de bronze du relais 4 × 100 m nage libre.

### Jeux du Commonwealth
- Jeux du Commonwealth de 2010 à Delhi (Inde) :
  -  Médaille d'or du relais 4 × 100 m nage libre.
- Jeux du Commonwealth de 2014  à Glasgow (Écosse) :
  -  Médaille d'or du relais 4 × 100 m nage libre.
  -  Médaille de bronze du 100 m nage libre.

### Championnats pan-pacifiques
- Championnats pan-pacifiques 2014 à Gold Coast (Australie) :
  -  Médaille d'or du relais 4 × 100 m nage libre.
  -  Médaille de bronze du relais 4 × 100 m quatre nages.